# Edimburgo de los Siete Mares
Edimburgo de los Siete Mares[cita requerida] (en inglés: Edinburgh of the Seven Seas) es el principal asentamiento de la isla Tristán de Acuña en Santa Elena, Ascensión y Tristán de Acuña, un territorio de ultramar del Reino Unido, en el océano Atlántico Sur. Los isleños lo denominan simplemente El Asentamiento (The Settlement o The Village).
También es conocido por ser considerado por el Libro Guinness de los Récords como el asentamiento más remoto (lejano) del planeta, ya que el más cercano está en la isla Santa Elena, a 2.173 km (1350,24 millas) al norte.
Sus habitantes son denominados por el gentilicio siguiente: Heptathalassoedimburgués.
La etimología del gentilicio proviene, en gran parte, del griego. Así las cosas, se conforma de las palabras "hepta", "thalasso" y "edimburgueses". La palabra "hepta" proviene del griego (επτά) y signifca "siete"; mismo origen tiene la palabra "thalasso" (θαλασσο) que significa "mar". Finalmente, la última parte de la palabra se conforme con "edimburgueses" que es el gentilicio de los nacidos en Edimburgo, capital de Escocia. Es importante que el nombre de este asentamiento está relacionado con la capital escocesa, por la visita del Duque de Edimburgo Alfredo. 

## Galería

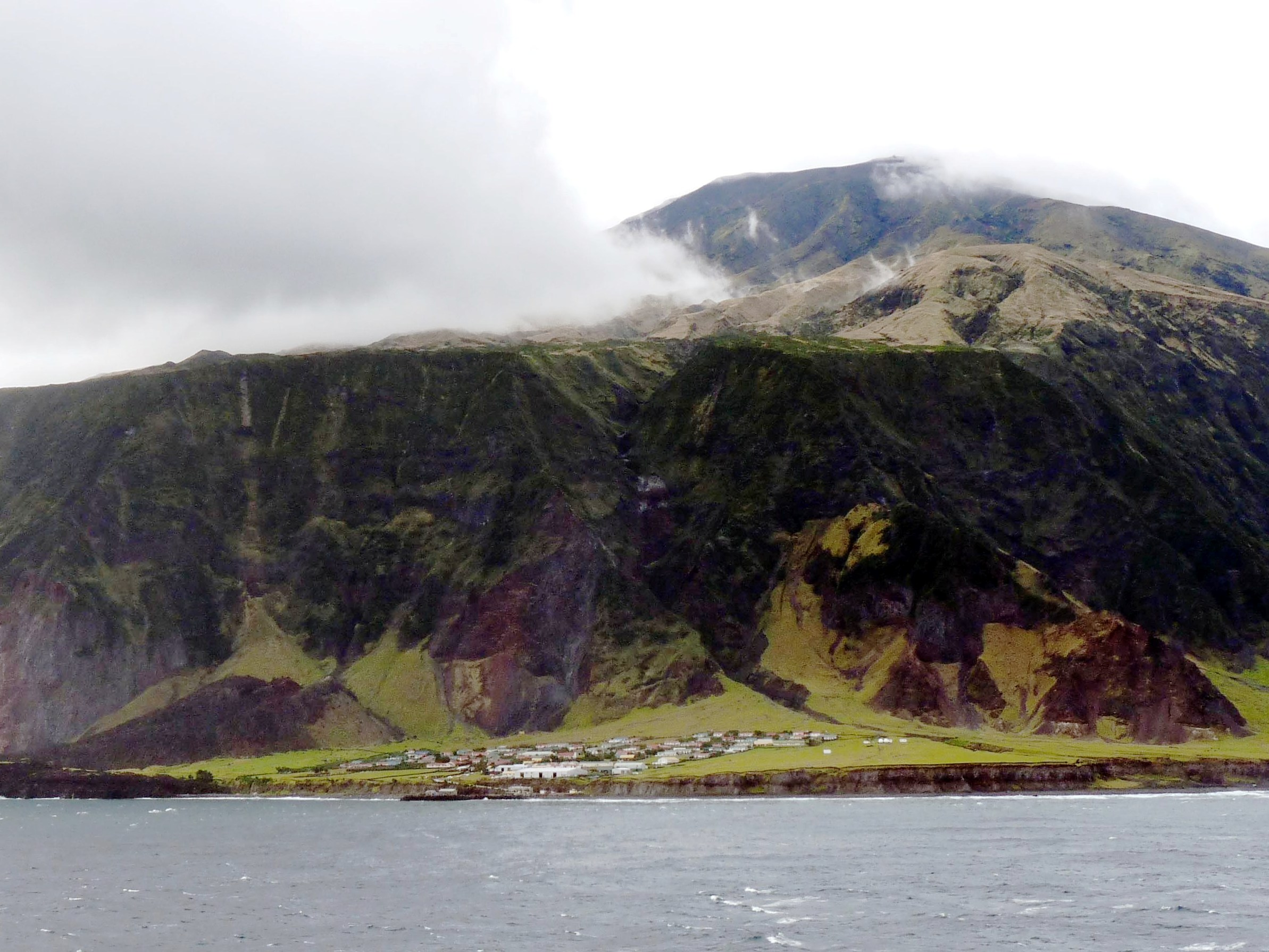
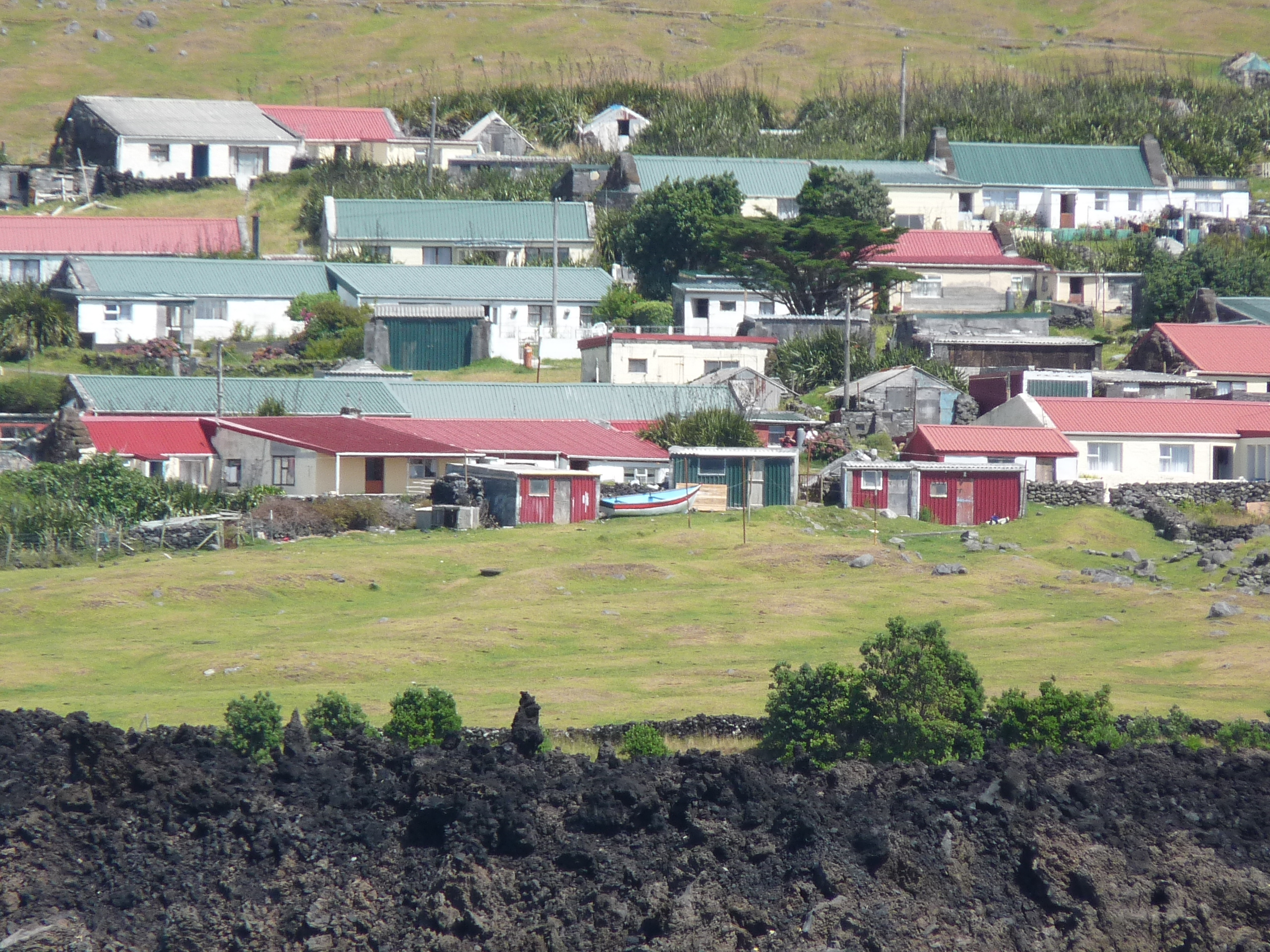
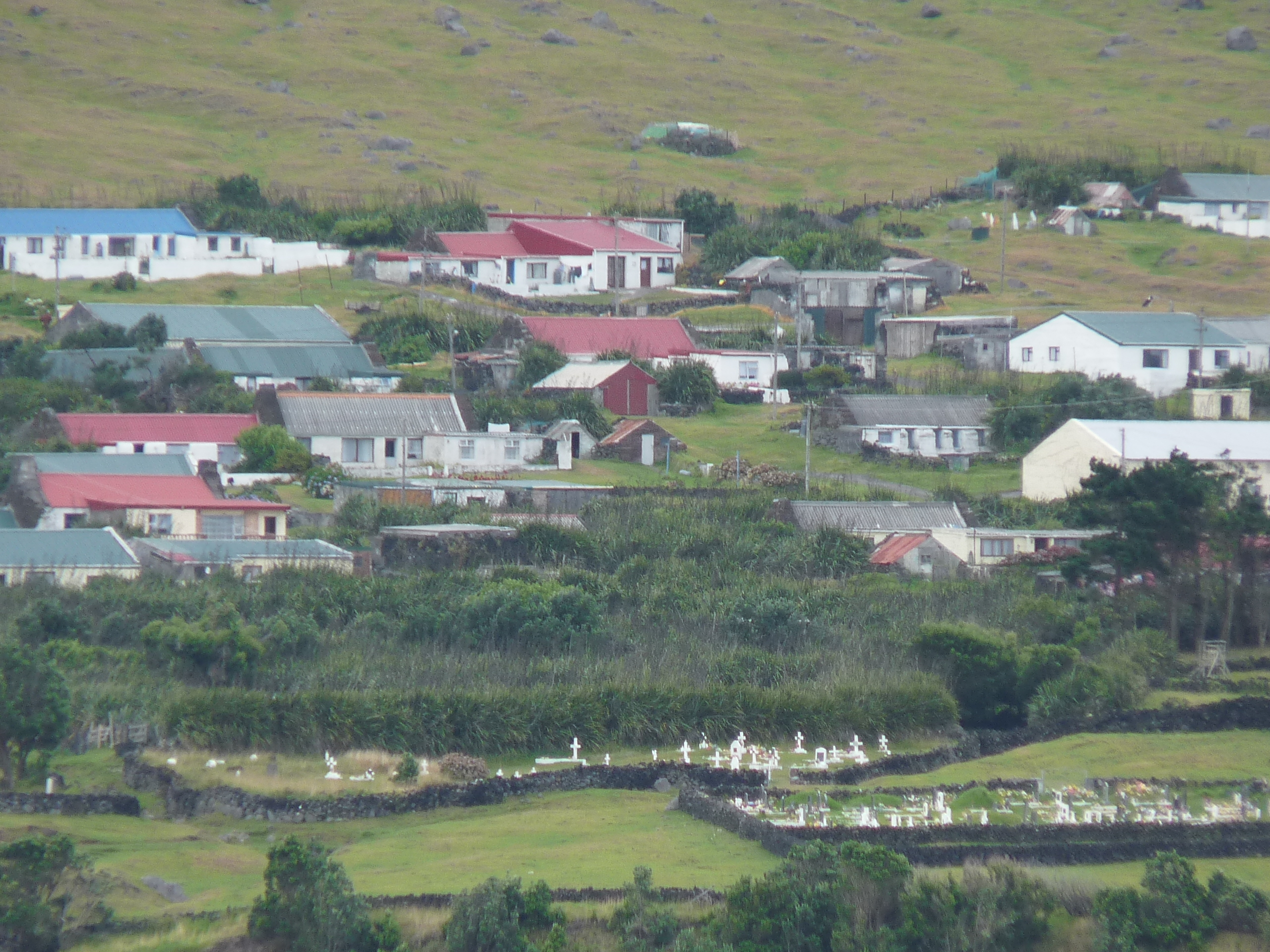

## Historia
El establecimiento fue fundado en 1815 con el nombre de Fort Malcom para evitar que, desde Tristán da Cunha, las tropas francesas intentasen tomar por asalto la isla de Santa Elena, donde cumplía su exilio Napoleón Bonaparte. Para ello, una guarnición militar se mantuvo en las islas y permaneció allí hasta el final de la Segunda Guerra Mundial.
Recibió su nombre actual en honor a la visita que hizo el Príncipe Alfredo, Duque de Edimburgo, en 1867 en su viaje alrededor del mundo recorriendo las diferentes posesiones británicas de Ultramar.
El poblado sufrió daños durante una erupción volcánica del Pico de la Reina María en 1961, lo que obligó a la población a abandonar el asentamiento y evacuar a Calshot, en el Reino Unido. La erupción destruyó la factoría de langostas del asentamiento.
Tras el regreso de la mayoría de los isleños en 1963, el asentamiento fue reconstruido. El puerto de Edimburgo de los Siete Mares fue nombrado Calshot Harbour, por su hogar temporal.

## Características y lugares de interés (atracciones)
En Edimburgo de los Siete Mares reside el administrador de Tristán de Acuña y la mayoría de la población de la isla, actualmente 245 habitantes. Tiene un pequeño puerto donde solamente pueden fondear pequeñas embarcaciones. Además, es donde se encuentran todos los servicios de la isla, como la oficina de correos, la escuela, el hospital, un museo, el único supermercado de la isla, o el centro local de reuniones. La mayoría de los edificios del asentamiento son de una sola planta y el más alto es la Iglesia de San José (de confesión católica, construida en 1995). También hay una iglesia anglicana (construida en 1923). Igualmente, hay algunos restaurantes, un centro de turismo y una fábrica (Crayfish Canning Factory, construida en 1963).
Los asuntos locales de la isla son gestionados desde Edimburgo de los Siete Mares por un Cabildo Insular y una administración de 14 miembros que se reúne seis veces al año y se elige cada tres años.
Lugares distintivos del asentamiento:
- St Mary's Anglican Church, construida en 1923.
- Iglesia de San José – construida entre 1995 y 1996 como reemplazo de la iglesia anterior, construida en 1983.
- St Mary's School – construida en 1975
- Camogli Hospital – construido en 1971 para reemplazar al Station Hospital (construido hacia 1940).
- Calshot Harbour – construido en 1967
- Prince Philip Hall and the Albatross Bar
- Tristan Thatched House Museum
- Almacén del Departamento de Agricultura
- Tristan Island Store – único supermercado en la isla
- Tristan Post Office, Centro de Turismo y Café de Acuña - inaugurado en 2009
- Administration Building – Consejo de la isla
- Crayfish Canning Factory – construido en 1963.
- Park 61 – sitio del parque volcánico

## Transporte
Hay una carretera, M1, que conecta la ciudad con otros asentamientos menores y es utilizada por unos pocos coches privados en la isla. Hay caminos pavimentados que proporcionan acceso a pie a los edificios alrededor de la ciudad. Un servicio de autobús llamado "Potato Patches Flier" está disponible para visitantes en la ciudad a los lugares de la isla.
Todos los vehículos de motor en la isla tienen placas de Tristán de Acuña, que consisten en las letras TDC y 2 o 3 números.
La única forma de transporte al exterior es en un barco, que sale una vez al mes desde Ciudad del Cabo con 12 plazas, y cuyo viaje dura 6 días. La ciudad tiene un pequeño puerto y atraques accesibles únicamente por pequeñas embarcaciones.

## Clima
Edimburgo de los Siete Mares tiene un clima oceánico templado y húmedo (de acuerdo con la clasificación climática de Köppen),  con temperaturas muy moderadas por el océano.
| Parámetros climáticos promedio de Edimburgo de los Siete Mares | Parámetros climáticos promedio de Edimburgo de los Siete Mares | Parámetros climáticos promedio de Edimburgo de los Siete Mares | Parámetros climáticos promedio de Edimburgo de los Siete Mares | Parámetros climáticos promedio de Edimburgo de los Siete Mares | Parámetros climáticos promedio de Edimburgo de los Siete Mares | Parámetros climáticos promedio de Edimburgo de los Siete Mares | Parámetros climáticos promedio de Edimburgo de los Siete Mares | Parámetros climáticos promedio de Edimburgo de los Siete Mares | Parámetros climáticos promedio de Edimburgo de los Siete Mares | Parámetros climáticos promedio de Edimburgo de los Siete Mares | Parámetros climáticos promedio de Edimburgo de los Siete Mares | Parámetros climáticos promedio de Edimburgo de los Siete Mares | Parámetros climáticos promedio de Edimburgo de los Siete Mares |
| Mes                                                            | Ene.                                                           | Feb.                                                           | Mar.                                                           | Abr.                                                           | May.                                                           | Jun.                                                           | Jul.                                                           | Ago.                                                           | Sep.                                                           | Oct.                                                           | Nov.                                                           | Dic.                                                           | Anual                                                          |
| -------------------------------------------------------------- | -------------------------------------------------------------- | -------------------------------------------------------------- | -------------------------------------------------------------- | -------------------------------------------------------------- | -------------------------------------------------------------- | -------------------------------------------------------------- | -------------------------------------------------------------- | -------------------------------------------------------------- | -------------------------------------------------------------- | -------------------------------------------------------------- | -------------------------------------------------------------- | -------------------------------------------------------------- | -------------------------------------------------------------- |
| Temp. máx. media (°C)                                          | 20                                                             | 21                                                             | 20                                                             | 18                                                             | 17                                                             | 15                                                             | 14                                                             | 14                                                             | 14                                                             | 15                                                             | 17                                                             | 19                                                             | 17                                                             |
| Temp. mín. media (°C)                                          | 16                                                             | 17                                                             | 16                                                             | 15                                                             | 13                                                             | 11                                                             | 11                                                             | 10                                                             | 10                                                             | 11                                                             | 13                                                             | 15                                                             | 13.2                                                           |
| Precipitación total (mm)                                       | 93                                                             | 113                                                            | 121                                                            | 129                                                            | 155                                                            | 160                                                            | 160                                                            | 175                                                            | 169                                                            | 151                                                            | 128                                                            | 127                                                            | 1681                                                           |
| Días de lluvias (≥ 1 mm)                                       | 18                                                             | 16                                                             | 17                                                             | 20                                                             | 23                                                             | 23                                                             | 25                                                             | 26                                                             | 24                                                             | 22                                                             | 18                                                             | 19                                                             | 251                                                            |
| Horas de sol                                                   | 139.5                                                          | 142.8                                                          | 145.7                                                          | 129                                                            | 108.5                                                          | 99                                                             | 105.4                                                          | 105.4                                                          | 120                                                            | 133.3                                                          | 138                                                            | 130.2                                                          | 1496.8                                                         |
| Fuente: climatetemp.info                                       |                                                                |                                                                |                                                                |                                                                |                                                                |                                                                |                                                                |                                                                |                                                                |                                                                |                                                                |                                                                |                                                                |